# U-15 오세아니아 야구 선수권 대회
U-15 오세아니아 야구 선수권 대회(U-15 Oceania Baseball Championship, U-15 BCO Championships)는 WBSC 오세아니아가 주관하는 국제 야구 대회로 15세 이하의 선수들이 참가한다. WBSC U-15 야구 월드컵 대회의 오세아니아 지역 예선을 겸한다.
이전에는 오세아니아 지역 16세 이하 청소년들이 참가하는 AA 오세아니아 야구 선수권 대회(AA Oceania Baseball Championship)가 진행되었으나 국제 야구 연맹이 2012년 이후부터 15세 이하 야구 월드컵 대회(U-15 Baseball World Cup)로 변경해서 출범 시킴으로써 오세아니아 청소년 야구 대회도 세계 대회에 맞춰 15세 이하 대회로 변경했다.

## 대회 결과

### AA 오세아니아 야구 선수권 대회 (16세 이하)
| 연도 | 개최지         |                | 우승     | 준우승       | 3위 |
| ---- | -------------- | -------------- | -------- | ------------ | --- |
| 2003 | 오스트레일리아 | 오스트레일리아 | 뉴질랜드 | 솔로몬 제도  |     |
| 2007 | 오스트레일리아 | 오스트레일리아 | 뉴질랜드 | 누벨칼레도니 |     |
| 2011 | 뉴질랜드       | 오스트레일리아 | 뉴질랜드 | 괌           |     |

### U-15 오세아니아 야구 선수권 대회
| 연도 | 개최지   |                | 우승      | 준우승          | 3위 |
| ---- | -------- | -------------- | --------- | --------------- | --- |
| 2014 | 뉴질랜드 | 대회 취소      | 대회 취소 | 대회 취소       |     |
| 2018 | 뉴질랜드 | 오스트레일리아 | 뉴질랜드  | 피지            |     |
| 2020 | 괌       | 괌             | 뉴질랜드  | 북마리아나 제도 |     |
| 2023 | 괌       | 괌             | 뉴질랜드  | 없음            |     |